# Бутан на Летњим олимпијским играма 2012.
Бутан на Летњим олимпијским играма учествује осми пут. На Олимпијским играма 2012., у Лондону учествовао је са две спортисткиње које су се такмичили у два спорта.
У свом осмом учествовању на играма Бутан је први пут имао представника и у неком другом спорту осим стреличарства у којем је једино такмичио на свим досадашњим играма.
Заставу Бутана на свечаном отварању Олимпијских игара 2012. носила је Шераб Зам која се такмичи у стреличарству.
Спортисти Бутана на овим играма нису освојили ниједну медаљу, па је Бутан остао у групи земаља које нису освајале олимпијске медаље на свим олимпијским играма на којима су учествовале.

## Учесници по спортовима

### Стреличарство

#### Жене
| Стреличар | Дисциплина  | Пласман  | Пласман | Коло 64 так.               | Коло 32 так.       | Коло 16 так        | Четвртфинале       | Полуфинале         | Финале             | Финале            |
| Стреличар | Дисциплина  | Резултат | Пласман | Противник Резултат         | Противник Резултат | Противник Резултат | Противник Резултат | Противник Резултат | Противник Резултат | Место             |
| --------- | ----------- | -------- | ------- | -------------------------- | ------------------ | ------------------ | ------------------ | ------------------ | ------------------ | ----------------- |
| Шераб Зам | Појединачно | 589      | 61      | Лориг (USA) (4) · Пор. 0–6 | Није се пласирала  | Није се пласирала  | Није се пласирала  | Није се пласирала  | Није се пласирала  | Није се пласирала |

## Стрељаштво

#### Жене
| Стрелац       | Дисциплина         | Квалификације | Квалификације | Финале            | Финале            | Пласман | Детаљи |
| Стрелац       | Дисциплина         | Резултат      | Пласман       | Резултат          | Укупно            | Пласман | Детаљи |
| ------------- | ------------------ | ------------- | ------------- | ----------------- | ----------------- | ------- | ------ |
| Кунзанг Чоден | Ваздушна пушка 10м | 381           | 56            | Није се пласирала | Није се пласирала | 56/56   |        |